# Vorkgreep
Een vorkgreep is een aanduiding van een "onlogische" vingerzetting bij het bespelen van een houten blaasinstrument.
Bouwers van dwarsfluit, klarinet, hobo, fagot, saxofoon met al hun varianten hebben te maken met natuurkundige wetten, die optreden als de luchtkolom in het instrument in trilling wordt gebracht. De meeste instrumenten zijn zo gebouwd dat er bij verhoging of verlaging van één toon toonshoogte een volgende vinger een luchtgat opent of sluit. Soms is het echter onmogelijk om de juiste toonhoogte met een logische vingerzetting te verkrijgen; maar ook in technische passages is het soms nodig een noodgreep toe te passen. In dat geval is er sprake van een vorkgreep. 
Hoe hoger de aangeblazen noot op een blaasinstrument, des te meer er vorkgrepen noodzakelijk zijn. De toon is niet meer te verkrijgen door simpelweg een vinger op te tillen. Door het toepassen van vorkgrepen is het dan nog wel mogelijk die tonen te spelen. Ook bij het spelen van multiphonics zijn soms vorkgrepen nodig.

## Voorbeeld
De sopraanblokfluit: bij de toon F sluiten de volgende vingers luchtgaten af:
- linkerduim;
- linkerwijsvinger;
- linkermiddelvinger;
- linkerringvinger;
- rechterwijsvinger;

Bij de toon G sluiten de volgende vingers luchtgaten af:
- linkerduim;
- linkerwijsvinger;
- linkermiddelvinger;
- linkerringvinger.

De toon Ges of Fis ligt daartussen, terwijl een gat half afsluiten niet het gewenste resultaat oplevert. Deze toon zal als volgt gespeeld moeten worden:
- als G;
- rechtermiddelvinger, soms aangevuld met de rechterpink.

Bij deze greep zijn dus de luchtgaten niet aaneengesloten dicht en staat ook de hand motorisch niet gemakkelijk op het instrument.

## Vergelijking
Ook in andere situaties kan men vorkgrepen tegenkomen, maar dan worden ze niet zo genoemd. Voorbeeld: op het toetsenbord van de PC: letter è; bij snelcombinatie Ctrl+Esc e.    